# Albánské království (1272–1368)
Albánské království (latinsky Regnum Albaniae, albánsky Mbretëria e Arbërisë) bylo založeno roku 1272 králem Karlem I. z Anjou na území Epirského despotátu. Království se rozkládalo na pobřeží mezi Dračí (italsky Durazzo) a Butrintem. Roku 1281 byl Karel I. nucen opustit vnitřní oblasti z důvodu útoků Byzantské říše a jeho síla byla oslabována vypuknutím Sicilských nešpor. Většinu území Epiru ztratil. Město Durazzo (Drač) zůstalo v rukou potomků Karla až do roku 1368. Poté si jej podmanil Karel Topia, který byl Benátskou republikou uznán jako Kníže Albánie.

## Seznam panovníků

### Králové Albánie

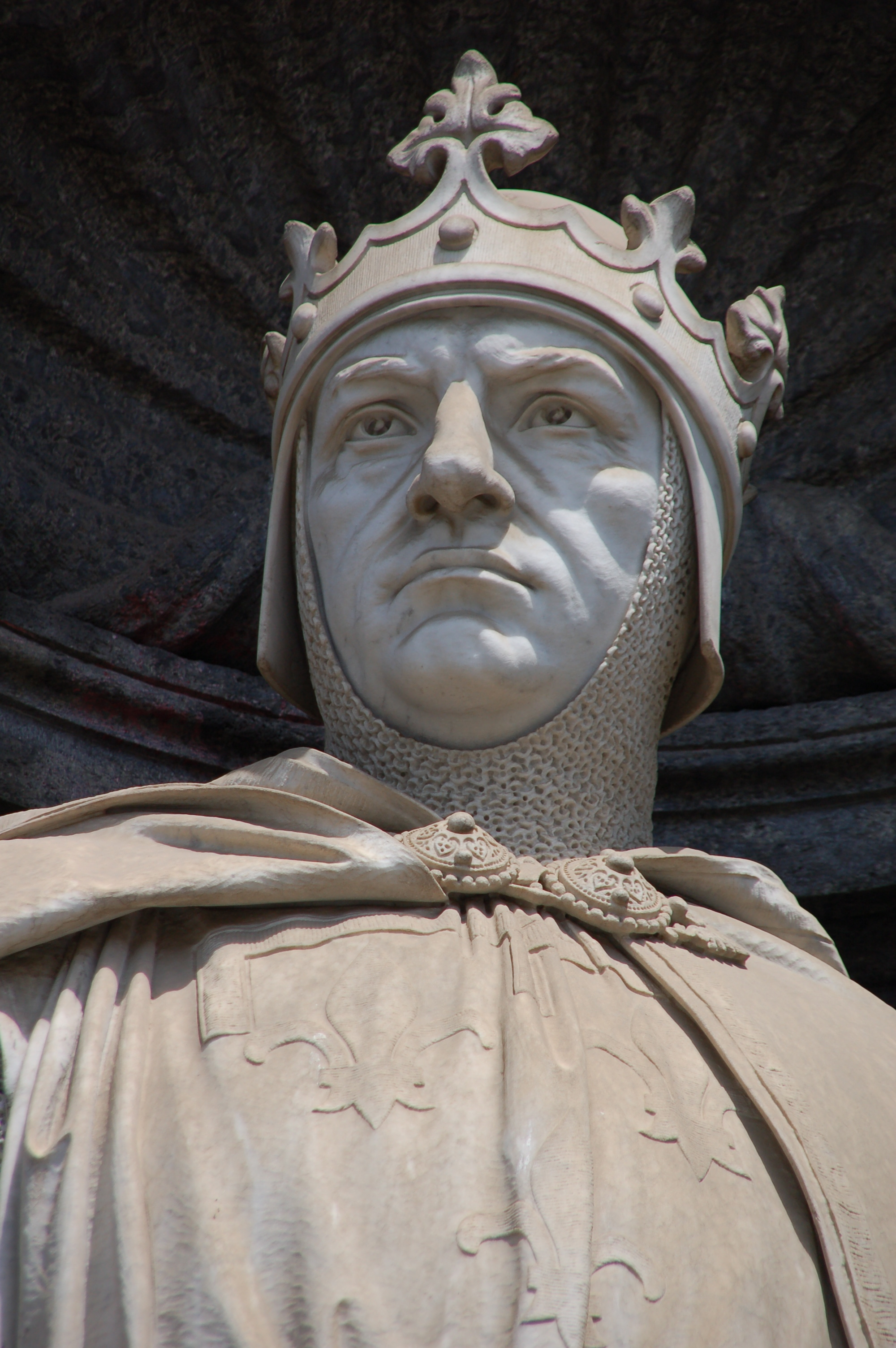
Karel I. z Anjou

Za vlády králů z dynastie Anjou byla Albánie v personální unii s Neapolským královstvím.
- Karel I. (1272–1285)
- Karel II. (1285–1294)

Roku 1294 se Karel II. vzdal svých práv v Albánii ve prospěch svého syna Filipa, knížete z Taranta a Achaje. Zde vládl pod titulem Pán království Albánie, avšak byli králové.

### Pánové království Albánie
- Filip I. (1301–1332)
- Robert (1332)

Roku 1332 Robert nastoupil po svém otci Filipovi. Robertův strýc Jan získal od Roberta za 5 000 zlatých Achajské knížectví, čímž se Albánské království zmenšilo a Jan se stal vévodou z Drače.

znaky dynastií:
Anjouovci (1272–1294)
Anjou-Taranto (1294–1332)
Anjou-Durazzo (1294–1332)
Anjou-Durazzo, vévodové z Drače

### Vévodové z Drače (Durazza)
- Jan (1332–1336)
- Karel (1336–1348)
- Jana (1348–1368)
  - Ludvík (1366–1368) a 1376 přes svou manželku

Roku 1368 Drač (Durazzo) získal Karel Topia, který byl uznán Benátskou republikou s titulem Kníže Albánie.